# Royaume de Saguenay
Le Royaume de Saguenay est une légende huronne-wendat du Saint-Laurent. Elle a été racontée par Donnacona, chef iroquoien de Stadaconé et représentant principal de la province de Canada, à Jacques Cartier, peut-être afin de l'intéresser à établir des relations commerciales avec son peuple.
Il semble se trouver dans ce qu'on appellera plus tard les Pays d'en haut, soit le bassin des Grands Lacs, mais son emplacement exact est sujet à débats. La rivière Saguenay, qui donne son nom à la région et la ville homonymes, est présentée par Domagaya, fils (ou neveu) de Donnacona, comme l'un des chemins y menant. L'accès le plus direct se fait cependant en remontant le fleuve Saint-Laurent puis la rivière Outaouais.
Cette cité somptueuse, où tout est en or, où les gens sont vêtus de soie, stimula fortement le roi de France François Ier à établir une mission de colonisation au Canada : l'expédition Cartier-Roberval de 1541-1543.
L'histoire, devenue légendaire, a été reprise par la suite, notamment par les promoteurs de la Croisière du Saguenay.